# Michael Corleone
Michael Corleone est un personnage de fiction dans les romans de Mario Puzo et dans la trilogie de films Le Parrain réalisée par Francis Ford Coppola. Il est interprété au cinéma par Al Pacino. Michael est le plus jeune fils de Vito Corleone, le parrain d'une des cinq familles mafieuses régnant sur le crime organisé aux États-Unis. 
Bien qu'il ait toujours voulu se tenir éloigné des activités illégales de sa famille, il devient, à la suite de la mort de son père et de son frère aîné, le nouveau parrain de la famille Corleone. Le règne de Michael marque une grande expansion de l'empire Corleone dans le monde des affaires. Le nouveau Don fait de sa famille la plus puissante mafia de la nation et l'enrichit considérablement, plus qu'elle ne l'a jamais été auparavant. Le deuxième volet du Parrain montre comment cet immense pouvoir va corrompre le jeune Don qui, après avoir mené sa famille à son apogée, va commencer à entreprendre une lente descente aux enfers. En effet, contrairement à son père qui a toujours œuvré pour préserver l'unité de la famille, Michael s'enferme progressivement dans la solitude : il met ses proches à l'écart, sa mère décède, sa femme le quitte, et il fait assassiner Fredo, son dernier frère encore en vie. Michael meurt en 1997 à Bagheria, en Sicile, après avoir confié la direction de la famille à Vincent Corleone.
Michael Corleone a été classé comme étant le 11e méchant le plus emblématique de l'histoire du cinéma par l'American Film Institute. Cependant, certaines critiques le considèrent plutôt comme un héros tragique, ou un anti-héros.

## Biographie fictive

### Le Parrain1repartie
Il naît en 1920 à New York. Il est le troisième enfant de la famille Corleone, composée de trois garçons et une fille. Son père Vito Corleone est le parrain de la famille Corleone, une des cinq familles mafieuses de New York qui se partagent les activités illicites de la ville. Michael, dans sa jeunesse, est un élève studieux qui est destiné, comme le souhaiterait son père, à devenir sénateur ou juge. Il est accepté au Darmouth College. Mais Michael a d'autres ambitions. Lorsque la guerre éclate entre les États-Unis et le Japon, en 1941, il décide de s'engager dans les Marines et de faire son service contre l'avis de la famille. Il fera son service dans le Pacifique. En 1944, à la suite d'actes d'une très grande bravoure, il fait la couverture du magazine LIFE et est décoré de la Silver Star et de la Purple Heart. À la fin de la guerre, il réintègre Darmouth et rencontre sa future femme Kay Adams.
En 1945, lorsque son père subit une tentative d'assassinat, Michael cherche les responsables et veut les éliminer. Virgil « le Turc » Sollozzo est tout désigné. Il se propose d'éliminer aussi le capitaine de police McCluskey. Ce dernier, complice de Sollozzo, avait enlevé les gardes du corps devant l'hôpital où le père de Michael était hospitalisé, facilitant ainsi une seconde tentative d'assassinat. Bien que les règles de la mafia interdisent de tuer un policier, Michael convainc son grand frère Sonny que McCluskey est un policier corrompu. 
Une fois les meurtres effectués, Michael s'échappe en Sicile et se met sous la protection de Don Tommasino, un ami de longue date de son père qui est, lui aussi, en exil. Durant son séjour, il rencontre une femme, Apollonia. Mais elle meurt dans le plastiquage de sa voiture qui visait Michael. Cet acte est le fait de Fabrizio, un de ses gardes du corps, qui a été payé par une famille rivale.
Pendant qu'il est en Sicile, Michael apprend que son frère Santino a été assassiné en 1948. Il revient à New York en 1950. Son frère Santino assassiné et Fredo jugé trop faible pour assurer la gestion de la famille, Michael prend la succession de son père dans la gestion des affaires.

### Le Parrain2epartie
La trentaine épanouie, Michael dirige la famille Corleone, entouré de sa femme et de ses enfants. La famille a quitté New York et s'est installé à proximité de Las Vegas, près du lac Tahoe. Lors d'une fête, un sénateur élu au Nevada s'entretient avec Michael. Ce dernier tente de lui extorquer une somme supérieure à la normale pour l'installation et l'exploitation de nouveaux casinos. Michael ne se laisse pas impressionner. Il reçoit aussi Pentangeli, capo de la famille qui s'occupe des affaires à New York. Il demande l'autorisation de se débarrasser des frères Rossato, des concurrents trop ambitieux. Michael refuse. De retour chez lui, au lac Tahoe, il est victime, avec sa femme, d'une tentative d'assassinat. Ses tueurs sont retrouvés, morts. Il pense que c'est l'œuvre d'Hyman Roth, vieil associé juif de son père, avec l'association d'un de ses proches. 
Il le retrouve à Cuba, où plusieurs parrains mafieux ont l'intention d'ouvrir des casinos sous la tutelle d'Hyman Roth. Le régime cubain fait face à la lutte acharné de révolutionnaires. Le jour de la Saint-Sylvestre voit la victoire des révolutionnaires et Michael découvre que son frère Fredo l'a trahi en donnant des informations à Hyman Roth (sans qu'il sache que ce dernier voulait assassiner Michael).
De retour aux États-Unis, Michael fait face à une commission d'enquête sénatoriale car Pentangeli, qui fut victime d'une tentative d'assassinat, veut témoigner contre lui. Le jour de l'audition, Michael fait venir de Sicile son frère. En le voyant, Pentangeli se ravise et ridiculise la commission.
À la suite de cela, après le décès de sa mère, Michael ordonne la mort de son frère, Fredo. Il fait aussi assassiner Hyman Roth.

### Le Parrain3epartie
Dans le troisième volet du Parrain, Michael Corleone est maintenant âgé de près de soixante ans. Résolu à faire sortir sa famille du monde de la pègre et du crime organisé, il fait tout pour faire entrer les activités des Corleone dans la légalité. Sous son règne, la famille a accumulé une fortune immense, devenant la plus riche et la plus influente mafia du pays. En contrepartie, Michael a perdu une bonne partie de ses proches, tués ou morts de cause naturelle, et Kay, son ex-femme, a élevé ses enfants à sa place. En outre, le fils de Michael, Anthony Corleone, lui annonce n'avoir aucune envie de reprendre les activités familiales, préférant devenir chanteur d'opéra à la place. Afin de gagner en respectabilité, Michael multiplie les dons au Vatican. Il désire également racheter une importante société immobilière, Banco Immobiliare.
Mais les nouveaux projets de Michael attisent la jalousie des autres familles mafieuses, qui veulent également profiter de l'affaire Immobiliare. Une réunion est alors organisée au cours de laquelle Michael convainc les autres chefs mafieux de ne pas s'impliquer dans Immobiliare en leur restituant à tous leurs investissements dans les casinos ainsi que des bénéfices sous forme d'une importante somme d'argent. Un seul ne reçoit rien : Joey Zasa. Ce dernier est un mafieux qui a hérité des activités illégales des Corleone sur le territoire de New-York. Michael ayant appris le manque de respect dont fait secrètement preuve Zasa envers lui, il décide de ne rien lui donner. En réponse Zasa, furieux, déclare que Michael est désormais son ennemi avant de quitter la salle de réunion. Peu après, des hommes en hélicoptères arrivent et mitraillent la salle, tuant la plupart des Dons à l'exception de Michael (qui a pu échapper au massacre avec l'aide de Vincent Mancini, le fils de Sonny, son frère décédé dans le premier volet de la trilogie.) Michael comprend par la suite que Zasa n'était que le bras armé de ce massacre, mais que le vrai commanditaire est Don Altobello. Ce dernier complote contre Michael pour s'approprier sa fortune. Il commandite son assassinat à l'Opéra de Palerme où le fils de Michael donne une représentation en présence de toute la famille. Alors que Connie, la sœur de Michael, empoisonne Altobello, l'assassin à sa solde tue malencontreusement la fille de Michael, Mary, à la sortie de l'opéra, alors qu'il visait son père. Dans les dernières images du 3e film de la saga, on retrouve Michael des années plus tard, vieilli, et tombant d'une chaise en rendant son dernier souffle.

## Famille Corleone
- Vito Corleone — Père ; joué par Marlon Brando dans le Parrain, et par Robert De Niro dans des scènes de flashback dans Le Parrain II.
- Carmela Corleone — Mère ; jouée par Morgana King dans le Parrain I et II et par Francesca De Sapio dans des scènes de flashback dans la Partie II.
- Tom Hagen — Frère adopté et Consigliere ; joué par Robert Duvall.
- Santino 'Sonny' Corleone — Frère ainé, Underboss de Vito ; joué par James Caan dans le Parrain I et II et par Roman Coppola dans des scènes de flashback pour la Partie II.
- Constanzia 'Connie' Corleone-Rizzi — Sœur ; jouée par Talia Shire.
- Frederico 'Fredo' Corleone — Frère ainé, Underboss de Michael joué par John Cazale.
- Apollonia Vitelli-Corleone — Première femme, jouée par Simonetta Stefanelli.
- Kay Adams-Corleone — Seconde femme jouée par Diane Keaton.
- Anthony Corleone — Fils ; joué par Anthony Gounaris dans le Parrain et par by James Gounaris dans la deuxième partie, et par Franc D'Ambrosio dans la troisième partie.
- Mary Corleone — Fille ; jouée par une actrice non créditée dans la deuxième partie et par Sofia Coppola dans la Partie III.
- Vincent Mancini-Corleone — Neveu et successeur pour le titre de Don ; joué par Andy García.